# Ахмићи
Ахмићи су насељено мјесто у Босни и Херцеговини, у општини Витез, које административно припада Федерацији Босне и Херцеговине. Према попису становништва из 1991. у насељу је живјело 466 становника. Припадници ХВО су 1993. године, током рата у Босни и Херцеговини убили 116 бошњачких цивила.

## Историја
Током муслиманско-хрватског сукоба у средњој Босни, припадници ХВО су 15. и 16. априла 1993. године усмртили 116 особа. Хашки трибунал је за убиства осудио више хрватских политичара и војника, међу којима је Дарио Кордић, који је осуђен на 25 година затвора.

## Становништво
| Националност       | 1991. | 1981. | 1971. | 1961. |
| Муслимани          | 356   | 304   | 248   | 196   |
| Хрвати             | 87    | 72    | 26    | 34    |
| Срби               | 0     | 0     | 0     | 5     |
| Југословени        | 2     | 6     | 1     | 0     |
| остали и непознато | 21    | 11    | 1     |       |
| Укупно             | 466   | 393   | 276   | 235   |